# ESO 280-SC06
ESO 280-SC06 – gromada kulista znajdująca się w konstelacji Ołtarza w odległości 69,8 tys. lat świetlnych od Ziemi. Została odkryta w 2000 roku przez S. Ortolaniego, E. Bicę i B. Barbuya za pomocą matrycy CCD Europejskiego Obserwatorium Południowego.
Obrazy i schematy kolorów ESO 280-SC06 wskazują, że jest to słabo zagęszczona gromada kulista o zwartym rdzeniu. Gromada ta znajduje się w odległości około 45,6 tys. lat świetlnych od jądra Drogi Mlecznej.